# Cherchell
Cherchell là một đô thị thuộc tỉnh Tipaza, Algérie. Dân số thời điểm năm 2002 là 40.763 người.